# Les Inconnus de Malte
Pour plus de détails, voir Fiche technique et Distribution.
Les Inconnus de Malte (Eyewitness) est un film britannique réalisé par John Hough, sorti en 1970.

## Synopsis
Un jeune garçon qui a l'habitude d'inventer des histoires et de mentir, est un jour témoin d'un attentat contre un président étranger en visite dans la ville, où il passe les vacances en compagnie de sa sœur, mais personne ne le croit; les tueurs décident de se lancer à sa poursuite...

## Fiche technique
- Titre français : Les Inconnus de Malte
- Titre anglais original : Eyewitness
- Titre américain : Sudden Terror
- Réalisation : John Hough
- Scénario : Ronald Harwood, d'après le livre Eyewitness de John Harris (crédité Mark Hebden)
- Histoire : Bryan Forbes
- Photographie : David Holmes
- Musique : David Whitaker
- Montage : Geoffrey Foot
- Production : Paul Maslansky
- Société de production : Irving Allen Productions
- Société de distribution : ITC Entertainment Group
- Pays :  Royaume-Uni
- Langue : Anglais
- Format : Couleur - Mono - 35 mm - 1.66:1
- Genre : Thriller
- Durée : 95 min
- Date de sortie :
  - Royaume-Uni : en juin 1970
  - États-Unis : 10 septembre 1970
  - France : 24 novembre 1971

## Distribution
- Lionel Jeffries (VF : André Valmy) : le grand-père
- Mark Lester (VF : Fabrice Bruno) : Ziggy
- Susan George (VF : Sylvie Feit) : Pippa Armstrong Smith
- Tony Bonner (VF : Bernard Murat) : Tom Jones
- Jeremy Kemp (VF : Edmond Bernard) : l'inspecteur Galleria
- Peter Vaughan (VF : Albert Augier) : Paul Grazzini
- Betty Marsden (VF : Paule Emanuele) : Mme Robiac
- Peter Bowles (VF : Jacques Deschamps) : Victor Grazzini
- Maxine Kalli : Ann-Marie
- Anthony Stamboulieh (VF : Maurice Sarfati) : le lieutenant Tacharie
- Joseph Fürst (VF : Jean-François Laley) : le sergent de police locale (crédité Joseph Furst)
- David Lodge (VF : Pierre Garin) : le policier conduisant Ann-Marie au commissariat
- Tom Eytle (VF : Michel Gatineau) : le président en visite de l'île
- Robert Russell : headquarters policeman
- John Allison (VF : Patrick Dewaere) : boutique boy
- Jonathan Burn : waiter (crédité Johnathan Burn)
- Jeremy Young : Monk
- Christopher Robbie : un policier
- Maxwell Craig : le sergent de police (non crédité)